# 5291 Yuuko
Az 5291 Yuuko (ideiglenes jelöléssel 1990 YT) a Naprendszer kisbolygóövében található aszteroida. Masanori Matsuyama,  Vatanabe Kazuró fedezte fel 1990. december 20-án.